# Nuoto ai campionati europei di nuoto 2020 - 200 metri farfalla femminili
La specialità dei 200 metri farfalla femminili  dei campionati europei di nuoto 2020 si è svolta il 19 e 20 maggio 2021 presso la Duna Aréna di Budapest.

## Podio
| Pos.    | Atleta           | Nazione  |
| ------- | ---------------- | -------- |
| Oro     | Boglárka Kapás   | Ungheria |
| Argento | Katinka Hosszú   | Ungheria |
| Bronzo  | Svetlana Čimrova | Russia   |

## Record
Prima della manifestazione il record del mondo (RM), il record europeo (EU) e il record dei campionati (RC) erano i seguenti.
|  | 2'01"81 | Liu Zige        | 29 ottobre 2009 Jinan  |
|  | 2'04"27 | Katinka Hosszú  | 29 luglio 2009 Roma    |
|  | 2'04"79 | Mireia Belmonte | 24 agosto 2014 Berlino |

## Risultati

### Batterie
| Pos. | Batteria | Corsia | Atleta                | Nazionalità          | Tempo   | Note |
| ---- | -------- | ------ | --------------------- | -------------------- | ------- | ---- |
| 1    | 2        | 4      | Boglárka Kapás        | Ungheria             | 2'07"61 | Q    |
| 2    | 3        | 4      | Katinka Hosszú        | Ungheria             | 2'08"36 | Q    |
| 3    | 2        | 5      | Laura Stephens        | Regno Unito          | 2'09"15 | Q    |
| 4    | 3        | 5      | Zsuzsanna Jakabos     | Ungheria             | 2'09"35 |      |
| 5    | 3        | 6      | Helena Rosendahl Bach | Danimarca            | 2'09"42 | Q    |
| 6    | 1        | 5      | Svetlana Čimrova      | Russia               | 2'09"48 | Q    |
| 7    | 1        | 3      | Keanna MacInnes       | Regno Unito          | 2'09"82 | Q    |
| 8    | 2        | 6      | Ilaria Cusinato       | Italia               | 2'10"18 | Q    |
| 9    | 2        | 3      | Ana Monteiro          | Portogallo           | 2'10"73 | Q    |
| 10   | 2        | 7      | Dóra Hatházi          | Ungheria             | 2'10"75 |      |
| 11   | 1        | 2      | Kathrin Demler        | Germania             | 2'10"84 | Q    |
| 12   | 1        | 7      | Nida Eliz Üstündağ    | Turchia              | 2'11"02 | Q    |
| 13   | 3        | 3      | Emily Large           | Regno Unito          | 2'11"08 |      |
| 14   | 1        | 4      | Alys Thomas           | Regno Unito          | 2'11"51 |      |
| 15   | 2        | 2      | Antonella Crispino    | Italia               | 2'11"85 | Q    |
| 16   | 3        | 1      | Klaudia Naziębło      | Polonia              | 2'12"82 | Q    |
| 17   | 3        | 2      | Claudia Hufnagl       | Austria              | 2'12"87 | Q    |
| 18   | 1        | 8      | Carlota Torrontegui   | Spagna               | 2'13"33 | Q    |
| 19   | 2        | 1      | Anna Ntountounaki     | Grecia               | 2'14"69 | Q    |
| 20   | 3        | 8      | Amina Kajtaz          | Bosnia ed Erzegovina | 2'14"98 | Q    |
| 21   | 2        | 0      | Fanny Borer           | Svizzera             | 2'15"83 |      |
| 22   | 2        | 8      | Aleksandra Knop       | Polonia              | 2'16"09 |      |
| 22   | 3        | 7      | Laura Lahtinen        | Finlandia            | 2'16"09 |      |
| 24   | 1        | 0      | Iva Hrsto             | Croazia              | 2'17"04 |      |
| 25   | 3        | 0      | Tamara Schaad         | Svizzera             | 2'17"48 |      |
| 26   | 1        | 1      | Viktoriya Kostromina  | Ucraina              | 2'19"20 |      |
| 27   | 3        | 9      | Iman Avdić            | Bosnia ed Erzegovina | 2'23"73 |      |
| 28   | 2        | 9      | Katie Rock            | Albania              | 2'30"07 |      |

### Semifinali
| Pos. | Batteria | Corsia | Atleta                | Nazionalità          | Tempo   | Note |
| ---- | -------- | ------ | --------------------- | -------------------- | ------- | ---- |
| 1    | 2        | 4      | Boglárka Kapás        | Ungheria             | 2'07"25 | Q    |
| 2    | 1        | 4      | Katinka Hosszú        | Ungheria             | 2'08"75 | Q    |
| 3    | 1        | 5      | Helena Rosendahl Bach | Danimarca            | 2'08"95 | Q    |
| 4    | 2        | 3      | Svetlana Čimrova      | Russia               | 2'09"08 | Q    |
| 5    | 2        | 6      | Ilaria Cusinato       | Italia               | 2'09"32 | q    |
| 6    | 2        | 5      | Laura Stephens        | Regno Unito          | 2'09"39 | q    |
| 7    | 2        | 2      | Kathrin Demler        | Germania             | 2'09"59 | q    |
| 8    | 1        | 3      | Keanna MacInnes       | Regno Unito          | 2'09"76 | q    |
| 9    | 1        | 6      | Ana Monteiro          | Portogallo           | 2'10"07 |      |
| 10   | 1        | 2      | Nida Eliz Üstündağ    | Turchia              | 2'10"11 |      |
| 11   | 2        | 7      | Antonella Crispino    | Italia               | 2'10"74 |      |
| 12   | 2        | 1      | Claudia Hufnagl       | Austria              | 2'12"32 |      |
| 13   | 1        | 7      | Klaudia Naziębło      | Polonia              | 2'12"57 |      |
| 14   | 1        | 1      | Carlota Torrontegui   | Spagna               | 2'14"53 |      |
| 15   | 2        | 8      | Amina Kajtaz          | Bosnia ed Erzegovina | 2'15"52 |      |
| 16   | 1        | 8      | Fanny Borer           | Svizzera             | 2'15"79 |      |

### Finale
| Pos.    | Corsia | Atleta                | Nazionalità | Tempo   | Note |
| ------- | ------ | --------------------- | ----------- | ------- | ---- |
| Oro     | 4      | Boglárka Kapás        | Ungheria    | 2'06"50 |      |
| Argento | 5      | Katinka Hosszú        | Ungheria    | 2'08"14 |      |
| Bronzo  | 6      | Svetlana Čimrova      | Russia      | 2'08"55 |      |
| 4       | 3      | Helena Rosendahl Bach | Danimarca   | 2'08"89 |      |
| 5       | 2      | Ilaria Cusinato       | Italia      | 2'08"91 |      |
| 6       | 7      | Laura Stephens        | Regno Unito | 2'09"42 |      |
| 7       | 1      | Kathrin Demler        | Germania    | 2'09"94 |      |
| 8       | 8      | Keanna MacInnes       | Regno Unito | 2'10"25 |      |